# Канцелярия

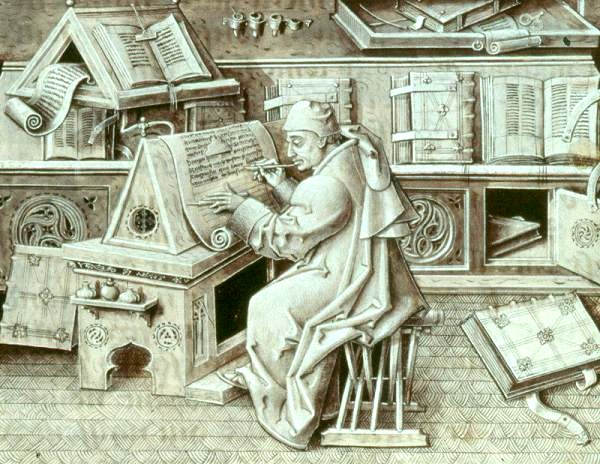
Писец (писарь) XV века за работой

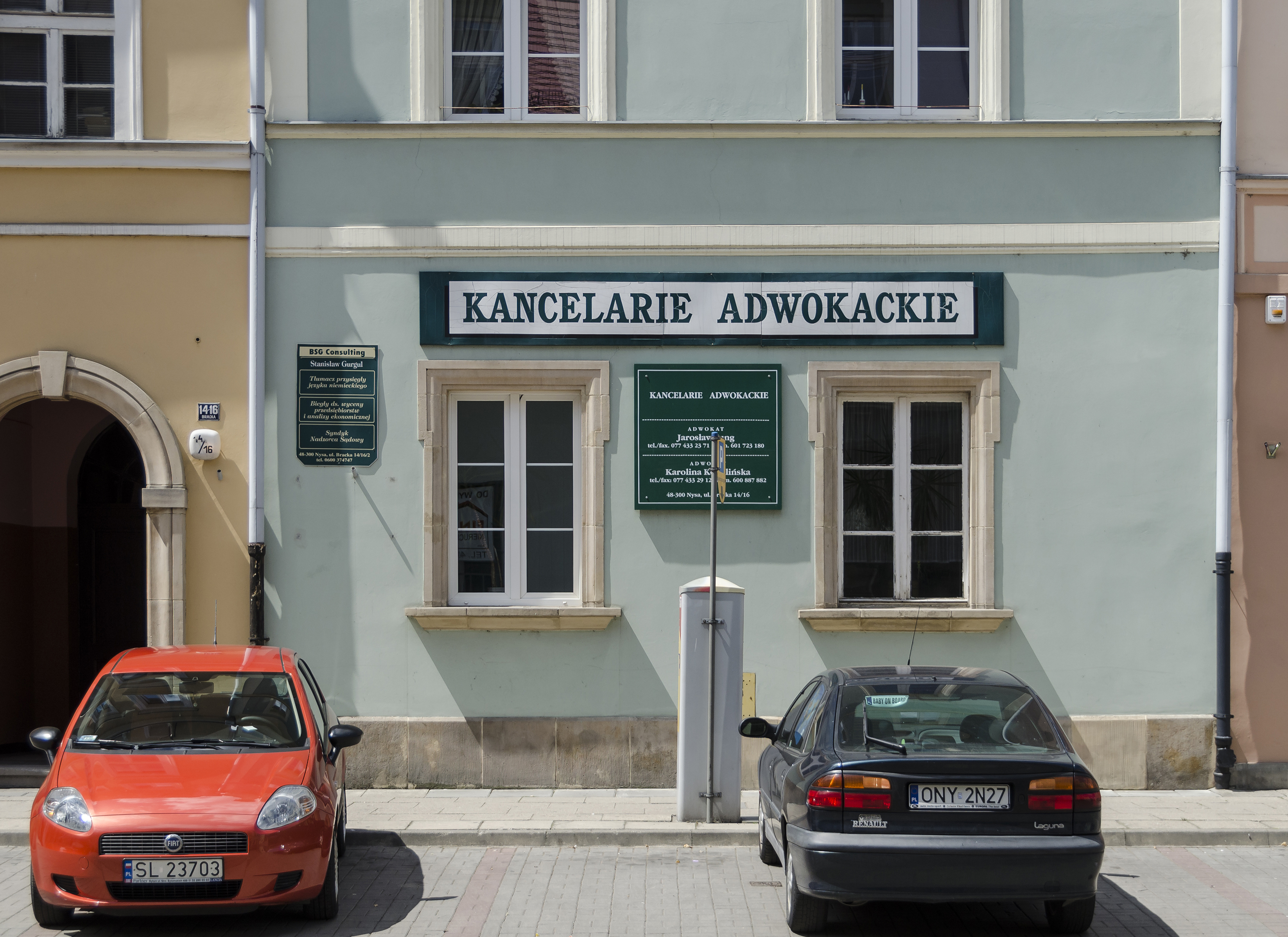
Вывеска адвокатской канцелярии в Нысе

Канцеля́рия (лат. cancellaria, от cancelli «решётка, загородка или помост для обнародования распоряжений властей») — общее название государственных учреждений или структурное подразделение (отдел учреждения, ведающий делопроизводством) в этих учреждениях (организациях) в различных государствах в различное время.

## История
В Средние века слово Канцелярия обозначало помещение, огороженное решёткой, в котором писцы под руководством канцлера занимались изготовлением публичных актов, государевых указов, судебных решений и тому подобное.

### Ватикан
- Апостольская канцелярия

### Третий рейх
- Партийная канцелярия НСДАП
- Рейхсканцелярия (Имперская канцелярия)

### Казахстан
- Аппарат Правительства Казахстана

### Россия
В России это слово прочно вошло в употребление при Петре I, упоминается в документах с 1633 года в форме — Конъцеллярыи. В этот период и позднее под канцелярией подразумевали помещение и совокупность чинов, на которых возложено письмоводство и делопроизводство какого-нибудь правительственного учреждения в России. Также нередко этим словом определялись определённые части какого-нибудь установления, имеющей свои самостоятельные функции (Канцелярия некоторых министерств и ведомств) или даже установлению, взятому в его целом.

#### Имперский период
- Ближняя канцелярия
- Государственная канцелярия
- Канцелярия прошений, на высочайшее имя приносимых
- Артиллерийская канцелярия
- Медицинская канцелярия
- Преображенская канцелярия
- Провинциальная канцелярия
- Собственная Его Императорского Величества канцелярия
- Канцелярия дежурного при Его Императорском Величестве генерала
- Тайная канцелярия (Тайная розыскная канцелярия)

#### Советский период
- Канцелярии судов
- Канцелярии министерств

### Запорожское войско
- Генеральная войсковая канцелярия
- Скарбовая канцелярия

### Швеция
- Канцелярия (государственное учреждение в Швеции)

### Эстония
- Государственная канцелярия Эстонии

### Международные организации
- Канцелярия Высокого представителя по наименее развитым странам, развивающимся странам, не имеющим выхода к морю

### Образное выражение
- Небесная канцелярия (см. Сонм богов)